# Stor-Gröningen, Jämtland
Stor-Gröningen är en sjö i Krokoms kommun i Jämtland och ingår i Indalsälvens huvudavrinningsområde. Sjön har en area på 0,453 kvadratkilometer och ligger 329,2 meter över havet.

## Delavrinningsområde
Stor-Gröningen ingår i det delavrinningsområde (703251-142178) som SMHI kallar för Utloppet av Näldsjön. Medelhöjden är 329 meter över havet och ytan är 148,39 kvadratkilometer. Räknas de 66 avrinningsområdena uppströms in blir den ackumulerade arean 748,43 kvadratkilometer. Ytterån (Ålfloån) som avvattnar avrinningsområdet har biflödesordning 2, vilket innebär att vattnet flödar genom totalt 2 vattendrag innan det når havet efter 263 kilometer. Avrinningsområdet består mestadels av skog (55 procent). Avrinningsområdet har 42,23 kvadratkilometer vattenytor vilket ger det en sjöprocent på 28,4 procent.